# ياكوفليف ياك-8
ياكوفليف ياك-8 (بالإنجليزية: Yakovlev Yak-8)‏ هي طائرة منافع من صناعة ياكوفليف. كان أول طيران لها في 1944.